# موسثيني (كافالا)
موسثيني (Μουσθένη) هي مدينة في كافالا في مقاطعة فوريا إلادا في اليونان.